# Neue Vocalsolisten Stuttgart
Neue Vocalsolisten Stuttgart ist ein Ensemble für Neue Musik.

## Profil
Die Neuen Vocalsolisten Stuttgart (NVS) sind ein Kammerensemble von sieben Sängern, das sich auf zeitgenössische Vokalmusik und Musiktheater spezialisiert hat. Das Ensemble arbeitet unter dem Dach der Institution Musik der Jahrhunderte mit Sitz im Theaterhaus Stuttgart.

## Geschichte
Gegründet wurden die Neuen Vocalsolisten im Jahr 1984 von dem Dirigenten Manfred Schreier. Das Ensemble war zunächst mit zwölf Solostimmen besetzt und stand in der Tradition von Clytus Gottwalds Schola Cantorum. Seit dem Jahr 2000 agieren die Neuen Vocalsolisten unter Intendantin Christine Fischer als kammermusikalisches Ensemble ohne Dirigent.
Die sieben Konzert- und Opernsolisten sind spezialisiert auf die Entwicklung neuer Stimmtechniken und Artikulationsformen, die sie in enger Zusammenarbeit mit Komponisten entwickeln. Pro Jahr entstehen so 20 bis 30 neue Werke für das Ensemble. Pro Saison absolvieren die Neuen Vocalsolisten etwa 35 Konzertreisen mit rund 60 Auftritten bei internationalen Festivals und Konzertreihen wie ECLAT Festival Neue Musik Stuttgart, Donaueschinger Musiktage, MaerzMusik (Berlin), Festival d’Automne, Salzburger Festspiele, Warschauer Herbst, Lucerne Festival, Biennale Venedig, Ultima (Oslo) oder dem Festival van Vlaanderen (Gent).
Seit Beginn ihrer kammermusikalischen Arbeit haben die Neuen Vocalsolisten weit über 200 eigens für sie geschriebene Werke uraufgeführt von Komponisten wie Karlheinz Stockhausen, Salvatore Sciarrino, Oscar Bianchi, Dieter Schnebel, Georges Aperghis, Lucia Ronchetti, José María Sánchez Verdú, Carola Bauckholt, Andreas Dohmen, Jennifer Walshe, Friedrich Cerha, Nikolaus Brass, Beat Furrer, Rebecca Saunders, Martin Schüttler, Brian Ferneyhough, Oscar Strasnoy, und Wolfgang Rihm.
Neben der Teilnahme an großen Musiktheaterprojekten entwickeln die Sänger insbesondere das vokale Kammermusiktheater weiter. Dazu zählen Produktionen wie „Geschichte“ von Oscar Strasnoy, „Freizeitspektakel“ von Hannes Seidl und Daniel Kötter, „Visiones ficciones“ mit Werken von Elena Mendoza, José María Sánchez-Verdú und Michael Hirsch, „Herzstück“ von Luca Francesconi, „Zwei Szenen für 7 Stimmen“ von Friedrich Cerha oder „Pinocchio, una storia parallela“ von Lucia Ronchetti.
In interdisziplinären Projekten arbeiten die Sänger regelmäßig mit Bildenden Künstlern, Schriftstellern, Videokünstlern und Experten für elektronische Musik zusammen. Mit dem Projekt „Escalier du chant“ des Konzeptkünstlers Olaf Nicolai traten die Neuen Vocalsolisten bisher in der Münchener Pinakothek der Moderne, in Salzburg und im Louvre in Paris auf.

## Mitglieder
Johanna Vargas (hohe Sopran), Susanne Leitz-Lorey (Sopran), Truike van der Poel (Mezzosopran), Daniel Gloger (Countertenor), Martin Nagy (Tenor), Guillermo Anzorena (Bariton) und Andreas Fischer (Bass).

## Musiktheaterproduktionen
- „Geschichte“ von Oscar Strasnoy, Uraufführung Stuttgart 2004
- „Shadowtime“ von Brian Ferneyhough, Uraufführung bei der Biennale München 2004, danach in Paris, London und New York.
- „Geschichte“ von Oscar Strasnoy, Uraufführung Stuttgart 2004
- „Shadowtime“ von Brian Ferneyhough, Uraufführung bei der Biennale München 2004, danach in Paris, London und New York.
- „Interzone“. Lieder und Bilder für Stimmen, Video und Ensemble von Enno Poppe, Uraufführung 2004 bei den Berliner Festspielen, danach in Huddersfield.
- „Arbeit Nahrung Wohnung“ von Enno Poppe, Uraufführung München 2008
- „Murmullos de Paramo“ von Julio Estrada Uraufführung 2006 Madrid, danach in Stuttgart, Venedig und Mexiko-Stadt
- „Visiones ficciones“ mit Musik von Michael Hirsch, José-María Sánchez-Verdú, Uraufführung München 2009
- „Aura“ von José-María Sánchez-Verdú, Uraufführung 2009 in Madrid, danach in Stuttgart, Venedig, Berlin und Hamburg.
- „Freizeitspektakel“ von Hannes Seidl und Daniel Kötter, Uraufführung 2010 bei der Biennale Venedig danach in Stuttgart, Madrid, Oslo und Warschau.
- „Atlas. Islas de Utopia“, von José-María Sánchez-Verdú, Uraufführung 2013 bei den Kunstfestspielen Herrenhausen, danach in Madrid und Stuttgart.
- „Mediterranean Voices“ Video-Konzert-Installation über zwölf mediterrane Identitäten mit Werken von Evis Sammoutis, Silvia Rosani, Zad Moultaka, Josep Sanz, Zeynep Gedizlioglu, Zaid Jabri, Marianthi Papalexandri-Alexandri, Brahim Kerkour, Nimrod Katzir, Amr Okba, Samir Odeh-Tamimi und Dániel Péter Biró, Uraufführung ECLAT. Festival Neue Musik Stuttgart 2014
- „Utopien.“ Musikalisches Kammertheater von Dieter Schnebel, Uraufführung 2014 bei der Münchener Biennale
- „Sommertag“ von Nikolaus Brass, Uraufführung 2014 bei der Münchener Biennale
- „Buenos Aires“ von Simon Steen-Andersen, Uraufführung 2014 beim Ultima Festival in Oslo.

## Auszeichnungen
- 2004 Schneider-Schott-Musikpreis Mainz
- 2010 Bestenliste des Preises der deutschen Schallplattenkritik
- 2014 Jahrespreis der Deutschen Schallplattenkritik
- 2021 Silberner Löwe bei der Biennale in Venedig

## Diskographie
- 1999: IOSIS. Zu Gesualdo (Cross Media Oper); Andreas Dohmen – Portraits und Wiederholung, col legno
- 2002: fuoco e ghiaccio – Sciarrino, Gesualdo, Fedele; stradivarius
- 2002: Luigi Nono; Quando stanno morendo
- 2003: alles theater: Berio – Hidalgo – Aperghis – Perezzani – Ronchetti – Bauckholt; stradivarius
- 2005: Brian Ferneyhough: Shadowtime, BBC
- 2005: Luciano Berio: Canticum novissimi testamenti, a-ronne; WERGO
- 2006: Enno Poppe: Interzone. Lieder und Bilder, KAIROS 0012552 KAI
- 2006: Beat Furrer: Fama, KAIROS 0012562KAI
- 2009: Jay Schwartz – Porträt, WERGO
- 2009: Lucia Ronchetti: Schiffbruch mit Zuschauer; Pinocchio, una storia parallela; Il sonni di Atys, stradivarius
- 2009: Salvatore Sciarrino: 12 Madrigali, col legno
- 2010: Annette Schmucki – Porträt. Musiques Suisses/Grammont Portrait (Arbeitsgemeinschaft zur Förderung schweizerischer Musik)
- 2010: José María Sánchez-Verdú: AURA; KAIROS
- 2011: Elena Mendoza: niebla, fe de erratas, gramática de lo indecible, WERGO
- 2011: Samir Odeh-Tamimi – Porträt, WERGO
- 2012: Sarah Nemtsov: a long way away – passage – hoqueti; WERGO
- 2012: Lucia Ronchetti: Dramaturgie (Hombre de mucha gravedad; Pinocchio, una storia parallela; Hamlet’s Mill), KAIROS
- 2013: Oscar Bianchi: MATRA, Cypres records
- 2013: Madrigali – Werke von Andreas Dohmen, Clemens Gadenstätter, Johannes Schöllhorn und José-María Sánchez-Verdú, col legno
- 2013: Georges Aperghis: Wölfli Kantata, Cypres records (Vertrieb: Naxos)
- 2013: Oscar Bianchi: Porträt, Musiques Suisses CTS-M 138 (Preis der Deutschen Schallplattenkritik)
- 2013: Georges Aperghis: wölfli-kantata, Cypres CYP5625 (Vierteljahrspreis und Jahrespreis der Deutschen Schallplattenkritik 2014)
- 2019: Turgut Ercetin: Panopticon Specularities, Edition RZ ED.RZ10024